# 녹두전 (웹툰)
《조선열애뎐 - 녹두전》은 혜진양 작가가 네이버 만화에서 매주 수요일에 연재하는 대한민국의 웹툰이다.

## 줄거리
17세기 조선, 장가를 가기 싫은 사내와 기생이 되기 싫은 처자의 엇갈리고 이어지는 연애담

## 등장인물

### 뒷산 집 사람들
- 전녹두
- 동동주
- 전황태
- 고사리

### 기방 사람들
- 백설기
- 매화수
- 임오이
- 박열무

### 기타 인물
- 정탁
- 정윤목
- 정윤저
- 이시발
- 이혼
- 정이은
- 황미미